# Youness Mankari
Youness Mankari (sinh ngày 28 tháng 4 năm 1983 ở Casablanca) là một cầu thủ bóng đá người Maroc hiện tại thi đấu cho Widad Fez. Anh là tiền vệ xuất sắc nhất giải bóng đá Maroc mùa giải 2008-09.